# Còdex Badiano

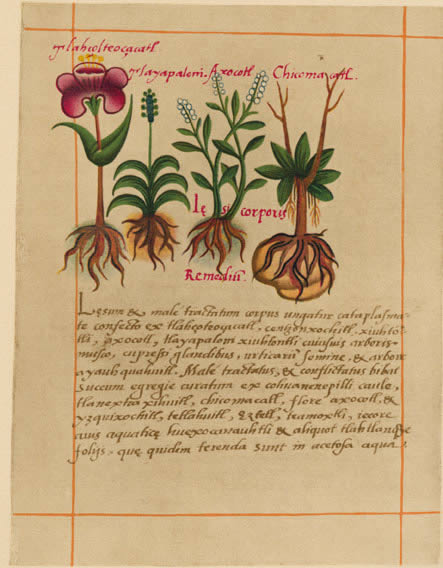
Una pàgina del Còdex Badiano, que il·lustra les herbes conegudes com a tlahçolteoçacatl, tlayapaloni, axocotl i chicomacatl, emprades com a remeis per a cossos ferits i vilipendiats

El Còdex Badiano —conegut també com a Còdex De la Cruz-Badiano, o pel seu títol en llatí Libellus de medicinalibus indorum herbis (Llibre de les herbes medicinals dels indis)— és un escrit sobre plantes medicinals asteques, escrit originàriament em nàhuatl pel xochimilca Martín de la Cruz —alumne del Colegio de Santa Cruz de Tlatelolco— al voltant del 1552. L'original en nàuatl desaparegué. Fou traduït al llatí per Juan Badiano, també xochimilca i estudiant del Colegio da Santa Cruz. Un altre nom amb què és conegut aquest còdex és Barberini, ja que Francesco Barberini fou el seu posseïdor durant els primers anys del segle xvii.

## Història
Jacobo de Grado, frare encarregat del convent i col·legi de Santa Cruz de Tlatelolco, tenia en el seu poder el text creat i traduït per Francisco de Mendoza, fill d'Antonio de Mendoza, primer virrei de Nova Espanya. Mendoza envià el text cap a Espanya, on fou dipositat a la Biblioteca Reial. És probable que hi hagués romàs fins al segle xvii, quan apareix en poder de Diego de Cortavila y Sanabria, farmacèutic de Felip IV. De Cortavila el va passar al cardenal italià Francesco Barberini, potser mitjançant propietaris interposats. El Libellus romangué a la biblioteca de Barberini fins al 1902, quan aquesta biblioteca passà a formar part de la Biblioteca Vaticana. El 1990, el papa Joan Pau II retornà el còdex a Mèxic, on roman custodiat per la Biblioteca de l'Instituto Nacional de Antropologia e Historia (INAH), a ciutat de Mèxic.

## Contingut
Aquest llibre, amb gràfics molt desenvolupats, aparegué el 1925 a la Biblioteca del Vaticà, després de segles d'aparent pèrdua.
El llibre sobre fitoteràpia mexicana de Martín de la Cruz és un important llegat per a la botànica i la medicina tradicionals. També en els últims anys, el seu estudi va permetre al grup de José Luis Mateos, de l'Instituto Mexicano del Seguro Social, trobar el principi actiu del cihuapahtli o zoapatl. De la Cruz esmenta que aquest vegetal es feia servir per facilitar el part. Investigacions posteriors ratificaren que el zoapatl conté una poderosa oxitocina, que provoca les contraccions de l'úter.